# Värö socken

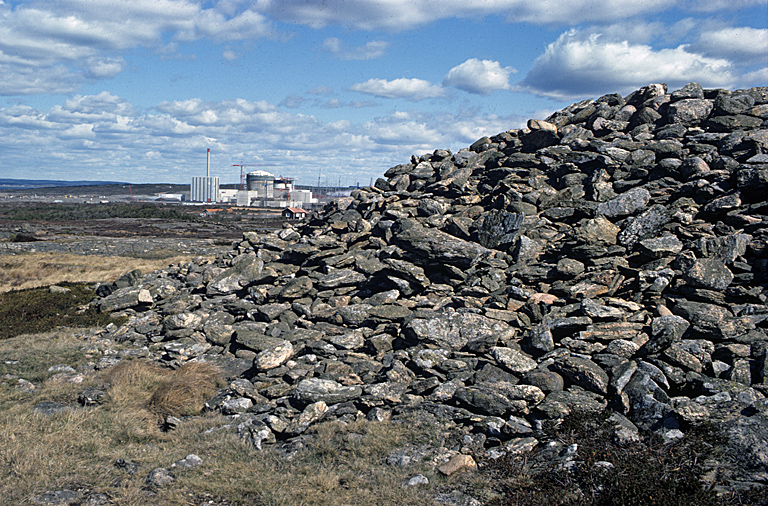
Olas våle. Bronsåldersröse i förgrunden inom Biskopshagens naturreservat. Ringhals kärnkraftverk i bakgrunden. Bilden troligen från mitten av 1970-talet.

Värö socken i Halland ingick i Viske härad, ingår sedan 1971 i Varbergs kommun och motsvarar från 2016 Värö distrikt.
Socknens areal är 67,63 kvadratkilometer, varav 66,53 land. År 2000 fanns här 3 854 invånare. Ringhals kärnkraftverk, massafabriken Södra Cell Värö, tätorten Bua med Bua kyrka och tätorten Väröbacka med sockenkyrkan Värö kyrka ligger i socknen.  

## Administrativ historik
Värö socken har medeltida ursprung.
Vid kommunreformen 1862 övergick socknens ansvar för de kyrkliga frågorna till Värö församling och för de borgerliga frågorna till Värö landskommun.  Landskommunen utökades 1952 och uppgick 1971 i Varbergs kommun. Församlingen uppgick 2014 i Värö-Stråvalla församling.
1 januari 2016 inrättades distriktet Värö, med samma omfattning som församlingen hade 1999/2000.  
Socknen har tillhört fögderier och domsagor enligt Viske härad. De indelta båtsmännen tillhörde Norra Hallands första båtsmanskompani.

## Geografi och natur
Värö socken ligger vid kusten mellan Klosterfjorden och Vendelsöfjorden och omfattar Väröhalvön, samt några mindre öar i Kattegatt exempelvis Vendelsö. Socknen består av slättland med bergshöjder och skog i väster och nordost.
Det finns tre naturreservat i socknen: Vendelsöarna och Åkraberg ingår båda i EU-nätverket Natura 2000 medan Biskopshagen är ett kommunalt naturreservat.
Till 1948 låg Viske härads tingsställe i Nyebro.
Hallands cykelväg Ginstleden passerar Biskopshagen intill kyrkan på sträckan Väröbacka-Stråvalla. Vid Gloppe, i Ringhals närhet och under Ringhals kraftledningar, finns Gloppe rikkärr, som är ett blom- och insektsreservat.
Delområden i socknen är Sunvära med Sunvära kvarn, samt Norvära som har en mäktig väderkvarn byggd i sten.

### Verksamheter
Frikyrkor i Värö är Värö Missionskyrka i Skällåkra och Pingstkyrkan i Bua. Därtill finns Sionkapellet vid infarten till Ringhals (kapellet ägs sedan 1967 av Vattenfall).
Idrottsklubbar är Väröbacka GIF, Sunvära SK, Bua IF och IF Norvalla som också arrangerar Norvalla marknad (en knallemarknad som årligen hålls i juli).

## Fornlämningar
Från stenåldern finns cirka 50 boplatser, från bronsåldern cirka 100 gravrösen och från järnåldern finns åtta mindre gravfält med resta stenar.

## Namnet
Namnet (1378 Wärä) kommer från kyrkbyn. Namnet innehåller vära, 'vistelse(ort)'.

## Värödräkten
Folkdräkten från Värö socken kallas för Värödräkten. 

## Befolkningsutveckling
| Befolkningsutvecklingen i Värö socken 1750–1990                                                         | Befolkningsutvecklingen i Värö socken 1750–1990 | Befolkningsutvecklingen i Värö socken 1750–1990 | Befolkningsutvecklingen i Värö socken 1750–1990 | Befolkningsutvecklingen i Värö socken 1750–1990 |
| --- | ----------------------------------------------- | ----------------------------------------------- | ----------------------------------------------- | ----------------------------------------------- |
| |                                                 |                                                 |                                                 |                                                 |
| År |                                                 |                                                 | Folkmängd                                       |                                                 |
| 1750 | 1750                                            |                                                 | 1 303                                           |                                                 |
| 1760 | 1760                                            |                                                 | 1 324                                           |                                                 |
| 1769 | 1769                                            |                                                 | 1 441                                           |                                                 |
| 1780 | 1780                                            |                                                 | 1 440                                           |                                                 |
| 1790 | 1790                                            |                                                 | 1 452                                           |                                                 |
| 1800 | 1800                                            |                                                 | 1 608                                           |                                                 |
| 1810 | 1810                                            |                                                 | 1 589                                           |                                                 |
| 1820 | 1820                                            |                                                 | 1 717                                           |                                                 |
| 1830 | 1830                                            |                                                 | 2 003                                           |                                                 |
| 1840 | 1840                                            |                                                 | 2 180                                           |                                                 |
| 1850 | 1850                                            |                                                 | 2 492                                           |                                                 |
| 1860 | 1860                                            |                                                 | 2 904                                           |                                                 |
| 1870 | 1870                                            |                                                 | 3 191                                           |                                                 |
| 1880 | 1880                                            |                                                 | 3 252                                           |                                                 |
| 1890 | 1890                                            |                                                 | 2 989                                           |                                                 |
| 1900 | 1900                                            |                                                 | 2 980                                           |                                                 |
| 1910 | 1910                                            |                                                 | 2 822                                           |                                                 |
| 1920 | 1920                                            |                                                 | 2 587                                           |                                                 |
| 1930 | 1930                                            |                                                 | 2 442                                           |                                                 |
| 1940 | 1940                                            |                                                 | 2 376                                           |                                                 |
| 1950 | 1950                                            |                                                 | 2 414                                           |                                                 |
| 1960 | 1960                                            |                                                 | 2 284                                           |                                                 |
| 1970 | 1970                                            |                                                 | 2 920                                           |                                                 |
| 1980 | 1980                                            |                                                 | 4 013                                           |                                                 |
| 1990 | 1990                                            |                                                 | 3 992                                           |                                                 |
| Anm: Källor: Umeå universitet - Tabellverket 1749-1859, Demografiska databasen, CEDAR, Umeå universitet |                                                 |                                                 |                                                 |                                                 |